# Daemonologie

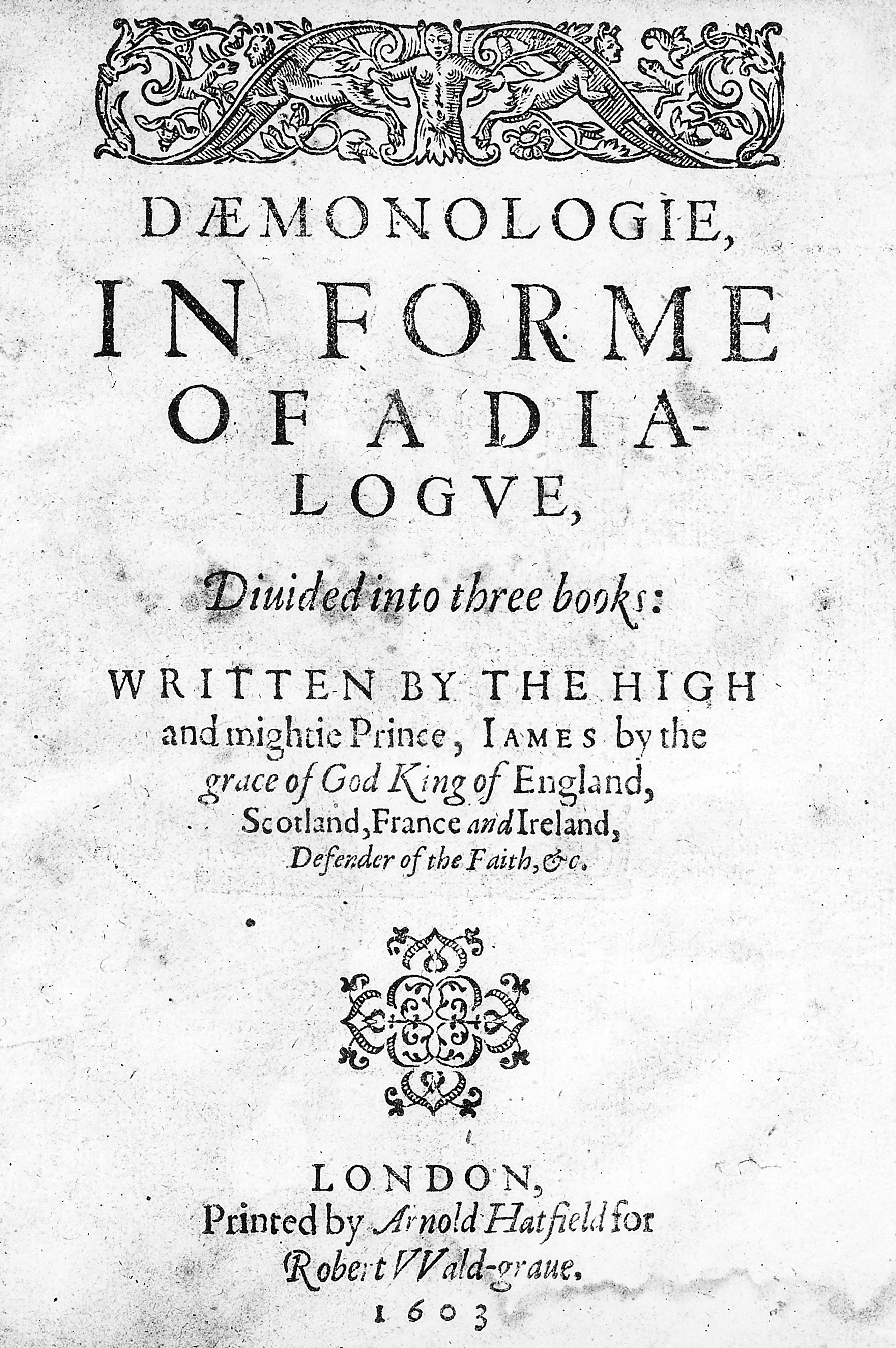
Demonología

Daemonologie —Daemonologie, In Forme of a Dialogue, Divided into three Books: By the High and Mighty Prince, James &c. (Demonología, en forma de diálogo, dividido en tres libros del poderoso príncipe Jacobo...)—fue escrito y publicado en 1597 por el rey Jacobo VI de Escocia (más tarde también I de Inglaterra) como una disertación filosófica sobre la nigromancia contemporánea y las relaciones históricas entre los diversos métodos de adivinación utilizados desde la antigua magia negra.
Este libro incluye un estudio sobre demonología y los métodos que los demonios usan para molestar a los hombres con problemas. También trata temas como los hombres lobo y los vampiros. Fue una declaración tanto política como teológica para educar a una población mal informada sobre la historia, prácticas e implicaciones de la brujería y las razones para perseguir a una persona, en una sociedad cristiana, acusada de ser bruja bajo el imperio de la ley canónica.
Se cree que este libro es uno de las principales fuentes usadas por William Shakespeare para escribir Macbeth. Shakespeare aprovechó citas y rituales que se encuentran en el libro en los pasajes de las tres brujas, además uso temas y escenarios escoceses inspirados en los juicios en los que el rey Jacobo estuvo involucrado.

## Estructura
El Rey Jacobo escribió una disertación titulada Daemonologie que se vendió por primera vez en 1597, varios años antes de la publicación de la versión autorizada del Rey Jacobo de la Biblia. En tres libros cortos, Jacobo escribió una disertación filosófica en forma de diálogo socrático con el propósito de elaborar argumentos y comparaciones entre magia, hechicería y brujería, a los que añadió su clasificación de demonios.

Al escribir el libro, el rey Jacobo estuvo muy influenciado por su participación personal en los juicios de brujas de North Berwick desde 1590. Después de la ejecución de un notorio hechicero en el año 1591, los eventos de los juicios se narraron en un panfleto titulado Newes from Scotland (Novedades de Escocia) que se incluyó como el capítulo final del texto. El libro respalda la práctica de la caza de brujas en una sociedad cristiana. El libro de Jacobo empieza así: 
Los temerosos que abundan en este momento en este país, de esos detestables esclavos del diablo, las brujas o hechiceros, me han movido (querido lector) a enviar por correo el siguiente tratado mío (...) para resolver la duda ( ...) tanto que tales ataques de Satanás se practican con toda seguridad, y que su instrumento merece ser castigado con la mayor severidad.
Como se detalla en su prefacio, las principales fuentes de este trabajo fueron las brujas confesas históricas, la historia judicial y la propia Biblia. También recopiló varias disertaciones sobre estudios mágicos para ampliar su conocimiento sobre las relaciones entre los espíritus infernales y los hombres. Jacobo trató de demostrar, de forma general, que las artes diabólicas siempre han existido y existen, además explica porqué están justificados los juicio de brujas y los castigos que merece un practicante de artes oscuras.
También razona escolásticamente sobre qué tipo de cosas son posibles al practicar estas artes y las causas naturales del poder del Diablo. El rey Jacobo trató de demostrar la existencia de la brujería a otros cristianos a través de las enseñanzas bíblicas. Como tal, su trabajo se divide en tres libros basados en los diferentes argumentos que discuten los filósofos, con citas de las escrituras bíblicas a lo largo del texto.

## Personajes
Esta obra actúa como una disertación política y teológica en forma de diálogo filosófico entre los personajes Philomathes y Epistemon, que debaten los diversos temas de magia, hechicería, brujería y demonología. El propósito parece ser un texto educativo sobre el estudio de la brujería e informar al público sobre las historias y etimologías de todas las subcategorías involucradas en prácticas mágicas. La obra también sirve para hacer acusaciones formales contra la práctica de la brujería y elabora comparativamente los puntos de vista de Jacobo contra la papismo. En el prefacio, el Rey Jacobo afirma que eligió escribir el contenido en forma de diálogo para entretener mejor al lector. Al hacerlo, sigue el método de muchos escritores filosóficos anteriores a su época. Como trama principal, Philomathes escucha noticias en el reino sobre los rumores de brujería, que parecen milagrosos y sorprendentes, pero no puede encontrar a nadie con conocimientos sobre el asunto para tener una discusión política seria sobre el tema. Encuentra a un filósofo llamado Epistemon que tiene mucho conocimiento sobre temas de teología.

## Libro uno
El argumento del primer libro es sobre los siguientes temas con respecto a la descripción de la magia:
La división de las diversas artes mágicas con una comparación entre nigromancia y brujería
El uso de encantos, círculos y conjuros.
La división de la astrología.
El contrato del diablo con el hombre
Comparaciones entre los milagros de Dios y el diablo
El propósito de estas prácticas es aconsejar a las personas

## Libro dos
El argumento principal del segundo libro se basa en los siguientes temas con respecto a la descripción de la hechicería y la brujería:
La diferencia entre prueba bíblica e imaginación o mito
Una descripción de la hechicería y su comparación con la brujería.
El camino del aprendizaje de un hechicero
Maldiciones y los roles de Satanás
La aparición de demonios; las épocas y formas en que aparecen
La división de las acciones de brujas.
Métodos de transporte y las ilusiones de Satanás.

## Libro tres
El tercer libro es la conclusión de todo el diálogo. Aquí, el Rey Jacobo proporciona una descripción de todos estos tipos de espíritus y espectros que preocupan a hombres o mujeres. Su clasificación de los demonios no se basó en entidades demoníacas separadas con sus nombres, rangos o títulos, sino que los categorizó en base a 4 métodos utilizados por cualquier diablo para causar daños o tormentos en un individuo vivo o un cadáver. Cita autores anteriores que afirman que cada demonio tiene la capacidad de aparecerse en diversas formas y también con diferentes propósitos. En su descripción, relata que los demonios están bajo la supervisión directa de Dios y no pueden actuar sin su permiso, que ilustra aún más cómo las fuerzas demoníacas se usan como una "vara de corrección" cuando los hombres se desvían de la voluntad de Dios y pueden ser representados por brujas o magos para guiar actos de mala voluntad contra otros, pero en última instancia solo realizarán trabajos que terminarán en la mayor alabanza de Dios a pesar de sus intentos de hacer lo contrario. Las fuerzas demoníacas se representaron como sigue:
Los espectros: Se usan para describir espíritus que molestan casas o lugares solitarios. Obsesión: Se usa para describir espíritus que siguen a ciertas personas para molestarlos externamente en varios momentos del día. Referencia a íncubos y súcubos. Posesión: Se usa para describir espíritus que entran internamente en una persona para molestarla. Hadas: Se usan para describir espíritus ilusorios que profetizan, combinan y transportan a sus sirvientes.

### Newes from Scotland (Novedades de Escocia)
Newes from Scotland (Novedades de Escocia) - declarando la condenada vida y muerte del Dr. Fian, un hechicero notable. Es un folleto impreso originalmente en Londres en 1591 que detalla los infames juicios de brujas de North Berwick en Escocia y las confesiones dadas ante el Rey.
Las publicaciones iniciales y posteriores de Demonología incluyeron un folleto de noticias previamente publicado que detalla los relatos de los juicios de brujas de North Berwick que involucraron al propio Rey Jacobo mientras actuaba como juez en los procedimientos. El alguacil adjunto del reino de Escocia, David Seaton, tenía un criado llamado Geillis Duncan a quien, en un corto período de tiempo, se le descubrió haber ayudado milagrosamente a cualquiera que estuviera preocupado o afligido por enfermedad o dolencia. David Seaton la consideró como una bruja y obtuvo una confesión que causó la detención de otras que luego se declararon brujas notorias. Agnis Tompson confesó ante el Rey Jacobo haber intentado su asesinato usando brujería en más de una ocasión. El panfleto detalla cómo intentó hacerlo. También participó en un sabbat durante la víspera de Todos los Santos en donde ella y otros sacrificaron un gato y lo lanzaron al mar mientras cantaban con la esperanza de llamar a una tormenta para hundir una flota de barcos que acompañaban a Jacobo cuando llegaba al puerto de Leith de un viaje a Noruega. Un barco se hundió por la tormenta que contenía regalos destinados a la Reina de Escocia, pero los otros, incluido el barco que transportaba al Rey Jacobo, resultaron ilesos. El doctor Fian era considerado un hechicero notable y fue uno de los muchos que fueron detenidos en los juicios. El folleto detalla las razones que las guiaron a la brujería, los métodos utilizados, cómo fueron detenidas cada una de las brujas y los métodos de tortura utilizados en sus castigos y muerte. El caso del doctor Fian sigue su pacto con Satanás, un conflicto que tuvo con otra bruja que saboteó un encantamiento destinado a su hija, sus exámenes durante el juicio, la tortura que sufrió, su fuga y posterior ejecución.

## Significado cultural
Se ha observado que los temas tomados de Demonología y la participación del Rey Jacobo en los juicios de brujas de North Berwick pueden haber contribuido directamente en el trabajo de Shakespeare al escribir Macbeth. Se tienen evidencias de como tres brujas hicieron uso del ritual mágico y citas evidentes que se relacionan directamente con el testimonio dado en los juicios de brujas descritos en el folleto de Newes of Scotland (Novedades de Escocia). Macbeth se publicó unos años después de la publicación de Demonología y conserva muchos de los mismos temas y escenarios escoceses.
Demonología ayudó en la creación de la reforma de la brujería, inspirando principalmente a Richard Bernard en la redacción de un manual sobre el hallazgo de brujas en 1629 titulado A Guide to Grand-Jury Men (Una guía para los hombres del gran jurado), que aconsejaba un procedimiento judicial para adoptar un enfoque de investigación más sólido para adquirir y analizar evidencias y, lograr testigos para presenciar los juicios de brujería. También hubo una influencia en Matthew Hopkins en su trabajo como buscador de brujas entre 1644 y 1646, en el que aproximadamente se juzgaron y ejecutaron a 300 brujas. En el año de la muerte de Hopkins, 1647, se publicó The Discovery of Witches (El descubrimiento de las brujas), que citaba directamente a Demonología como una fuente para crear métodos para descubrir una bruja. Los argumentos filosóficos que el Rey Jacobo plantea a través del personaje Epistemon se basan en conceptos de razonamiento teológico sobre una creencia de la sociedad. Profesan que su oponente, Philomathes, adopta una postura filosófica sobre los aspectos legales de la sociedad, pero busca obtener el conocimiento de Epistemon. Este enfoque filosófico se representaba como un filomatemático que buscaba obtener un mayor conocimiento a través de la epistemología, un término que luego fue acuñado por James Frederick Ferrier en 1854.